# Motorclub
Een motorclub is een vereniging van motorrijders.
Motorclubs worden soms gevormd door motorrijders uit dezelfde omgeving (stad of dorp), maar vaak ook door motorrijders met een gezamenlijk beroep, motormerk of type motor, geloofsovertuiging en seksuele geaardheid.

## Algemeen

### Activiteiten en doelstelling
De activiteiten en doelstelling van motorclubs kunnen sterk verschillen en zijn ook afhankelijk van de doelgroep. Men moet dan denken aan gezamenlijke toertochten, puzzelritten, oriëntatieritten etc., bezoeken aan andere motorclubs, motortreffens enz. De clubkas wordt gespekt met contributie van leden, maar ook door het organiseren van evenementen die openstaan voor andere motorrijders. Ook worden vaak goede doelen gesteund en ritten voor gehandicapten in zijspannen georganiseerd. Maar niet alle evenementen hoeven gerelateerd te zijn aan motorrijden. Tijdens de wintermaanden kan men contact houden met feestavonden, spelavonden, lezingen enz.

### Bestuur
Een motorclub heeft in het algemeen een gekozen bestuur zoals elke vereniging, met een voorzitter, penningmeester enz. Meestal is echter één bestuurslid belast met de organisatie of coördinatie van motorevenementen. Dit is de toercommissaris. Soms is hij/zij het hoofd van een toercommissie.

### Leden
De leden van een motorclub betalen net als bij de meeste verenigingen contributie, maar nemen in veel gevallen ook een deel van de organisatie voor hun rekening. Zo zijn er leden die zich bezighouden met het organiseren van evenementen, een clubblad, beheer van een website, contacten met andere verenigingen, plaatselijke overheid en (plaatselijke) pers.

### Clubblad
Veel, met name grotere, motorclubs brengen op gezette tijden een clubblad uit. Dit bevat verslagen van gehouden evenementen, notulen van vergaderingen en andere wetenswaardigheden. Bij merkenclubs wordt uiteraard bijgehouden welke nieuwe ontwikkelingen er van het betreffende motorfietsmerk te melden zijn en zijn er soms ook bijdragen van de landelijke importeur. Sommige clubbladen doen qua lay-out en presentatie nauwelijks onder voor landelijke motorbladen, maar verschijnen in het algemeen minder vaak (bijvoorbeeld per kwartaal).

## Motorclubs voor bepaalde doelgroepen

### Merken en typen van motorfietsen
Van vrijwel alle merken van motorfietsen bestaan clubs. Dit is bij historische merken interessant vanwege de uitwisseling van moeilijk verkrijgbare onderdelen en het delen van de technische kennis om de machines rijdend te houden. Bij nog bestaande merken speelt dit probleem niet, maar toch zijn er grote verenigingen van motorrijders die hetzelfde merk en type motor berijden.

### Fanclubs
Fanclubs zijn vaak gewijd aan een motorsporter en bestaan niet veel langer dan de sportcarrière van deze persoon duurt.
Echter ziet men steeds vaker dat fans van bepaalde motormerken initiatief nemen om het internet te gebruiken om hun passie te delen.
Soms kan dat uitgroeien tot het oprichten van een heuse motorclub, maar meestal is het doel simpelweg het delen van informatie met andere liefhebbers.

### Overige doelgroepen
Verder zijn er motorclubs voor:
- Beroepsgroepen zoals tandartsen, medici, juristen, politiefunctionarissen etc.
- Homoseksuele mannen met een leerfetisjisme
- Geslacht (met name specifiek voor vrouwen)
- Geloofsovertuiging
- Sport (motorsport zoals motorsprint, dragrace, motortrial)
- Opkomen voor minderheden of kwetsbare mensen, zoals Bikers Against Child Abuse (BACA)

## Toenemende problemen

### Vergrijzing
De gemiddelde leeftijd van motorrijders ligt inmiddels ver boven de veertig. De motorclubs vergrijzen daardoor. Bovendien sluiten jongeren zich steeds minder vaak aan bij een vereniging, van welke aard ook. De organisatie van evenementen wordt daardoor steeds vaker problematisch.

### Internet en gps
Het organiseren van toertochten wordt, met gebruikmaking van routeplanners en gps, eenvoudiger. Het is voor motorrijders ook vaak gemakkelijk via internetfora een geplande rit op te sporen en daaraan deel te nemen. Lidmaatschap van een vereniging is hiervoor niet vereist.

### Georganiseerde tochten en vakanties
Motortoertochten en (korte) vakanties worden ook aangeboden door reisorganisaties, waardoor ook het animo om lid te worden van een motorclub afneemt.